# Verena Landau
Verena Landau (*  26. Dezember 1965 in Düsseldorf) ist eine deutsche Malerin.
Nach dem Abitur und einer Buchbinderlehre zog sie 1989 nach Florenz, wo sie eine amerikanische Schule für historische Maltechniken besuchte. Anschließend absolvierte sie das Studium der Malerei und Grafik an der Hochschule für Grafik und Buchkunst Leipzig u. a. bei Arno Rink und Neo Rauch. Seit dem Diplom im Jahr 1999 arbeitet sie als freischaffende Künstlerin in Leipzig.
Neben zahlreichen Ausstellungsprojekten arbeitete sie seit 2002 als künstlerische Leiterin von interkulturellen Austauschprojekten in Frankreich, Litauen und Israel.
2003 erhielt sie ein Stipendium der Sparkassen-Kulturstiftung Hessen-Thüringen für einen Aufenthalt im Künstlerdorf Willingshausen in Nordhessen.
Seit 2008 ist Verena Landau künstlerische Mitarbeiterin am Institut für Kunstpädagogik der Universität Leipzig. Zudem leitet sie seit 2015 einen Sommerkurs an der Kunstakademie Reichenhall.

## Ausstellungen
- 2001 Passing Pasolini, voxxx galerie, Chemnitz (Katalog);
- 2003 Vor dem Nachbild, Künstlerdorf Willingshausen, Hessen (Katalog);
- 2004 Diskretionsbereich, Kunstverein Leipzig;
- 2005 passover, Galerie im Kunsthaus Erfurt (Katalog);
- 2006 en_trance, Galerie Jürgen Kalthoff, Essen; permanent transition, Galerie Gmyrek, Düsseldorf;
- 2007 access, Filipp Rosbach Galerie, Leipzig;
- 2008 turning points, Galerie Jürgen Kalthoff, Essen.
- 2009 waiting for stars, fiftyfifty Galerie, Düsseldorf
- 2010 Macht zeigen – Kunst als Herrschaftsstrategie (mit Clegg & Guttmann, Thomas Huber, Jonathan Meese), kuratiert von Wolfgang Ullrich, Deutsches Historisches Museum, Berlin
- 2017 entfesselt! Malerinnen der Gegenwart (u. a. mit Cecily Brown, Marlene Dumas, Xenia Hausner, Cornelia Schleime), kuratiert von Martin Oswald, Schloss Achberg[2]
- 2019 permanent vacation, Galerie Hotel Leipziger Hof
- 2019 Malerinnennetzwerk Berlin-Leipzig, Museum der bildenden Künste Leipzig

Beteiligung an zahlreichen weiteren Ausstellungen in Leipzig, Zwickau, Gera, Erfurt, Landau (Pfalz), Düsseldorf, Essen, Posen, Warschau, Timișoara (Rumänien), New York City.